# Parafia Matki Bożej Różańcowej w Sławoborzu
Parafia pw. Matki Bożej Różańcowej w Sławoborzu – rzymskokatolicka parafia należąca do dekanatu Świdwin, diecezji koszalińsko-kołobrzeskiej, metropolii szczecińsko-kamieńskiej. Została utworzona w 1949 roku. Siedziba parafii mieści się przy ulicy Kolejowej.

## Miejsca święte

### Kościół parafialny
Kościół pw. Matki Bożej Różańcowej w Sławoborzu
Kościół parafialny został zbudowany w XIX wieku, poświęcony 1945.

### Kościoły filialne i kaplice
- Kościół pw. Matki Bożej Fatimskiej w Mysłowicach
- Kościół pw. św. Józefa w Mysłowicach
- Kościół pw. Najświętszego Serca Pana Jezusa w Powalicach
- Kościół pw. Najświętszego Serca Pana Jezusa w Rokosowie
- Punkt odprawiania Mszy św. w Domu Pomocy Społecznej w Krzecku
- Punkt odprawiania Mszy św. w Sidłowie
- Punkt odprawiania Mszy św. w Słowenkowie